# Singalesiska
| Wikipedia | Wikipedia har en upplaga på Singalesiska. |

Singalesiska (සිංහල) är det språk som talas av folkslaget singaleser, som utgör den etniska majoriteten i Sri Lanka.
Den singalesiska skriften används även till pali (jämte burmesisk, thai- och khmer-skrift), och lokalt till sanskrit (där man internationellt numera använder devanagari-skriften).
Singalesiskan och den närbesläktade maldiviskan bildar en sydlig gren av de indoariska språken inom den indoiranska språkgruppen i den indoeuropeiska språkfamiljen. Den skiljer sig från övriga indoariska språk, som talas i Nordindien, bland annat genom inflytande från de dravidiska språken, främst tamil, som förutom att vara huvudspråk i Tamil Nadu på indiska fastlandet också är öns största minoritetsspråk.

## Grammatik
Skillnaden mellan bestämd och obestämd form utmärks med ändelse – som i svenskan, fast tvärtom: grundformen är bestämd (till exempel miniha, människan), genom ändelse blir den obestämd (minihek, en människa).
- Verb skrivs alltid sist i en mening.

## Exempel: Några fraser
- Oyata kohomadha?: Hur mår du/ni? -Mata hodhay: Jag mår bra.
- Oyage nama mokaddha?: vad heter du/ni? -Mage nama (namnet): mitt namn är (namnet)
- Mata udhau karanna: hjälp mig!
- Oya enna: Du, kom hit!
- Ayeooo: Oj oj

## Skrift
Singalesiska skrivs med Sinhala. Liksom andra skriftsystem i Brahmifamiljen så är Sinhala en abugida vilket innebär att varje konsonant har en medföljande vokal. För att ändra eller avlägsna vokalen används diakritiska tecken.
I klassisk singalesiska används bara vissa av bokstäverna. De övriga, markerade med grått, används för lånord från bland andra sanskrit, pali och engelska.

### Vokaler
| Fristående | Med ක (k) | ISO | IPA      | Fristående | Med ක (k) | ISO | IPA        |
| ---------- | --------- | --- | -------- | ---------- | --------- | --- | ---------- |
| අ          | ක         | a   | [a, ə]   | ආ          | කා         | ā   | [a:, a]    |
| ඇ          | කැ         | æ   | [æ]      | ඈ          | කෑ         | ǣ   | [æ:]       |
| ඉ          | කි         | i   | [i]      | ඊ          | කී         | ī   | [i:]       |
| උ          | කු         | u   | [u]      | ඌ          | කූ         | ū   | [u:]       |
| ඍ          | කෘ         | r̥   | [ri, ru] | ඎ          | කෲ         | r̥̄   | [ri:, ru:] |
| ඏ          | කෟ         | l̥   | [li]     | ඐ          | කෳ         | l̥̄   | [li:]      |
| එ          | කෙ         | e   | [e]      | ඒ          | කේ         | ē   | [e:]       |
| ඔ          | කො         | o   | [o]      | ඕ          | කෝ         | ō   | [o:]       |
| ඓ          | කෛ         | ai  | [aj]     | ඖ          | කෞ         | au  | [ɑw]       |

### Konsonanter
| Tecken | ISO | IPA  | Tecken | ISO | IPA  | Tecken | ISO | IPA  | Tecken | ISO | IPA  | Tecken | ISO | IPA | Tecken | ISO | IPA   |
| ------ | --- | ---- | ------ | --- | ---- | ------ | --- | ---- | ------ | --- | ---- | ------ | --- | --- | ------ | --- | ----- |
| ක      | k   | [k]  | ඛ      | kh  | [k]  | ග      | g   | [g]  | ඝ      | gh  | [g]  | ඞ      | ṅ   | [ŋ] | ඟ      | ňg  | [ᵑg]  |
| ච      | c   | [tʃ] | ඡ      | ch  | [tʃ] | ජ      | j   | [dʒ] | ඣ      | jh  | [dʒ] | ඤ      | ñ   | [ɲ] | ඦ      | ňj  | [ⁿdʒ] |
| ට      | ṭ   | [ʈ]  | ඨ      | ṭh  | [ʈ]  | ඩ      | ḍ   | [ɖ]  | ඪ      | ḍh  | [ɖ]  | ණ      | ṇ   | [n] | ඬ      | ňḍ  | [ᶯɖ]  |
| ත      | t   | [t]  | ථ      | th  | [t]  | ද      | d   | [d]  | ධ      | dh  | [d]  | න      | n   | [n] | ඳ      | ňd  | [ⁿd]  |
| ප      | p   | [p]  | ඵ      | ph  | [p]  | බ      | b   | [b]  | භ      | bh  | [b]  | ම      | m   | [m] | ඹ      | m̌b  | [ᵐb]  |
| ය      | y   | [j]  | ර      | r   | [r]  | ල      | l   | [l]  | ව      | v   | [ʋ]  |        |     |     |        |     |       |
| ශ      | ś   | [ʃ]  | ෂ      | ṣ   | [ʃ]  | ස      | s   | [s]  | හ      | h   | [ɦ]  | ළ      | ḷ   | [l] | ෆ      | f   | [f]   |